# Boxe pieds-poings

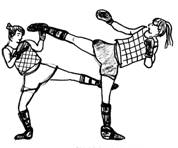
Femmine in pugilato birmano o in pugilato thaïe.

In francese, si chiamano boxe pieds-poings ("pugilato piede-pugni"), dagli anni 1980, gli sport di combattimento di percussione con guanti di pugilato che si praticano su un ring (o un praticabile di tappeto) e che fanno parte della categoria dei pugilati sportivi.
Con tale termine, i francesi inizialmente si riferivano solo alla Boxe Francese Savate (chiamata talvolta BF-Savate oppure Savate), Budo moussaraa ma col passare del tempo all'interno di questa definizione sono state inserite anche altre discipline.
Utilizzano, secondo il regolamento, le tecniche di gamba (calci e colpi di ginocchio), le tecniche di braccio (colpi di pugno e colpi di gomito) e le tecniche di proiezioni.
Tra i più conosciuti abbiamo:
- le discipline americane (pugilato americano) sotto tre forme principale:
  - il full contact karate senza calci sotto la cintura,
  - il kickboxing americano con calci circolari sulle cosce (calcio basso, low kick),
  - il semi-contatto o combattimento ai punti (point-fighting), una qualità di karate con guanti e pantofole in schiuma,
- la Savate chiamata anche solo Boxe Francese Savate o BF-Savate
- il kickboxing giapponese: kickboxing con colpi di ginocchio diretti, calci circolari sulle cosce (calcio basso, low kick) e prese al tronco,
- il pugilato birmano (lethwei)
- il pugilato thailandese, muay thai.